# AIM-132 ASRAAM
AIM-132 — (ang. Advanced Short Range Air-to-Air Missile – zaawansowany pocisk rakietowy klasy powietrze-powietrze krótkiego zasięgu) – brytyjski kierowany pocisk rakietowy przeznaczony do zwalczania celów powietrznych, naprowadzany na podczerwień.

## Historia
W latach 80. państwa europejskie będące członkami NATO podpisały umowę ze Stanami Zjednoczonymi przewidującą, że strona amerykańska opracuje pocisk powietrze-powietrze średniego zasięgu (AIM-120 AMRAAM) mający zastąpić przestarzały AIM-7 Sparrow, a Wielka Brytania wraz z Niemcami pocisk krótkiego zasięgu, następcę AIM-9 Sidewinder.
Po wielokrotnych opóźnieniach w projekcie ASRAAM strona amerykańska postanowiła opracować nowocześniejszą wersję posiadanych Sidewinderów, AIM-9X, z tym samym systemem naprowadzającym co planowany pocisk ASRAAM.
Na początku lat 90. Niemcy wycofały się z przedsięwzięcia, rozpoczynając wiosną 1995 własny projekt oparty na pocisku Sidewinder oznaczony jako IRIS-T. Decyzję o wycofaniu się z projektu ASRAAM motywowano nowymi danymi zdobytymi po zbadaniu pocisków Wympieł R-73 produkcji radzieckiej, które weszły do arsenału Niemiec po zjednoczeniu z NRD.

## Własności pocisku AIM-132 ASRAAM
W porównaniu z ówcześnie używanymi pociskami AIM-9L/M Sidewinder, nowy pocisk posiada nowy system obrazowania w podczerwieni z matrycą o rozmiarach 128×128 pikseli zbudowany przez Raytheon-Hughes identyczny, jak zastosowany w unowocześnionej wersji pocisku AIM-9X Sidewinder. Nowy system naprowadzania charakteryzuje się większą efektywnością, 90° kątem obserwacji, możliwością wyboru trafienia w konkretną część atakowanej maszyny np. kokpit, silniki itd. Pocisk ASRAAM posiada również funkcję wyboru celu już po wystrzeleniu, co ma duże znaczenie w przypadku przenoszenia go w komorach uzbrojenia takich maszyn, jak Lockheed F-35 Lightning II.

## Wersja rozwojowa ASRAAM P3I
W 1995 firmy Hughes i British Aerospace zaproponowały projekt unowocześnienia pocisku oznaczony jako P3I ASRAAM, który polegał między innymi na zwiększeniu zwrotności pocisku poprzez dodanie jednostki napędowej z wektorowaniem ciągu i umożliwienie przenoszenia głowicy bojowej o większej masie.

## Użycie
Pierwsze zestrzelenie z użyciem pocisku miało miejsce 14 grudnia 2021, kiedy brytyjski myśliwiec Eurofighter Typhoon zestrzelił nad Syrią niezidentyfikowany bezzałogowy aparat latający.
W Wielkiej Brytanii opracowano także przeciwlotniczy zestaw rakietowy z wyrzutnią dwóch pocisków ASRAAM na pojeździe terenowym Supacat HMT, wyposażonym w głowicę elektrooptyczną. W sierpniu 2023 roku ogłoszono o przekazaniu takich zestawów Ukrainie w ramach pomocy w związku z rosyjską inwazją.